# Montbouton
Montbouton (deutsch früher Munpetun) ist eine französische Gemeinde im Département Territoire de Belfort in der Region Bourgogne-Franche-Comté.

## Geographie
Montbouton liegt auf 520 m über dem Meer, etwa zehn Kilometer ostsüdöstlich der Stadt Montbéliard (Luftlinie). Das ehemalige Straßenzeilendorf erstreckt sich in den nördlichen Ausläufern des Juras, an aussichtsreicher Lage am Westabhang des Hochplateaus des Grammont, nahe der Grenze zur Schweiz.
Die Fläche des 2,81 km² großen Gemeindegebiets umfasst einen Abschnitt des nördlichen französischen Juras. Der westliche Teil des Gebietes wird vom relativ sanft geneigten Hang von Montbouton eingenommen. Dieser wird im Norden vom Taleinschnitt der Combe begrenzt, die sich zur Mulde von Dasle öffnet. Nach Südosten erstreckt sich das Gemeindeareal auf die Tafeljurahochfläche von Grammont (579 m) und Mont Novel (572 m), die überwiegend mit Acker- und Wiesland bestanden ist. Es gibt hier keine oberirdischen Fließgewässer, weil das Niederschlagswasser im verkarsteten Untergrund versickert. Mit 583 m wird auf dem Hochplateau von Croix die höchste Erhebung von Montbouton erreicht. Die östliche Abgrenzung verläuft in einem Trockental, das zum oberen Einzugsgebiet der Feschotte gehört.
Zu Montbouton gehört die Arbeitersiedlung Cité du Val (440 m) in der Mulde der Combe. Nachbargemeinden von Montbouton sind Dasle und Beaucourt im Norden, Saint-Dizier-l’Évêque im Osten, Croix im Süden sowie Vandoncourt im Westen.

## Geschichte

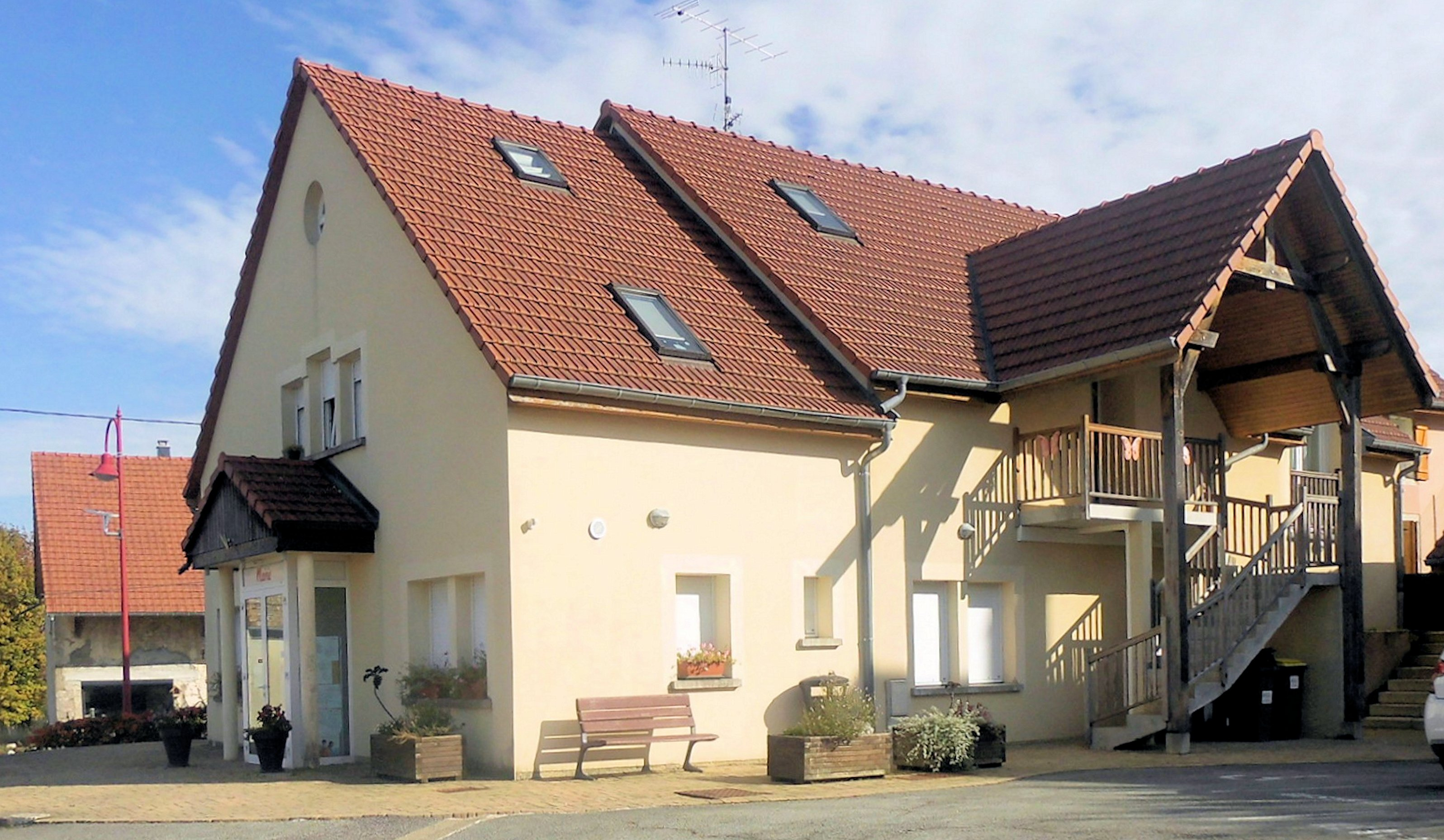
Rathaus

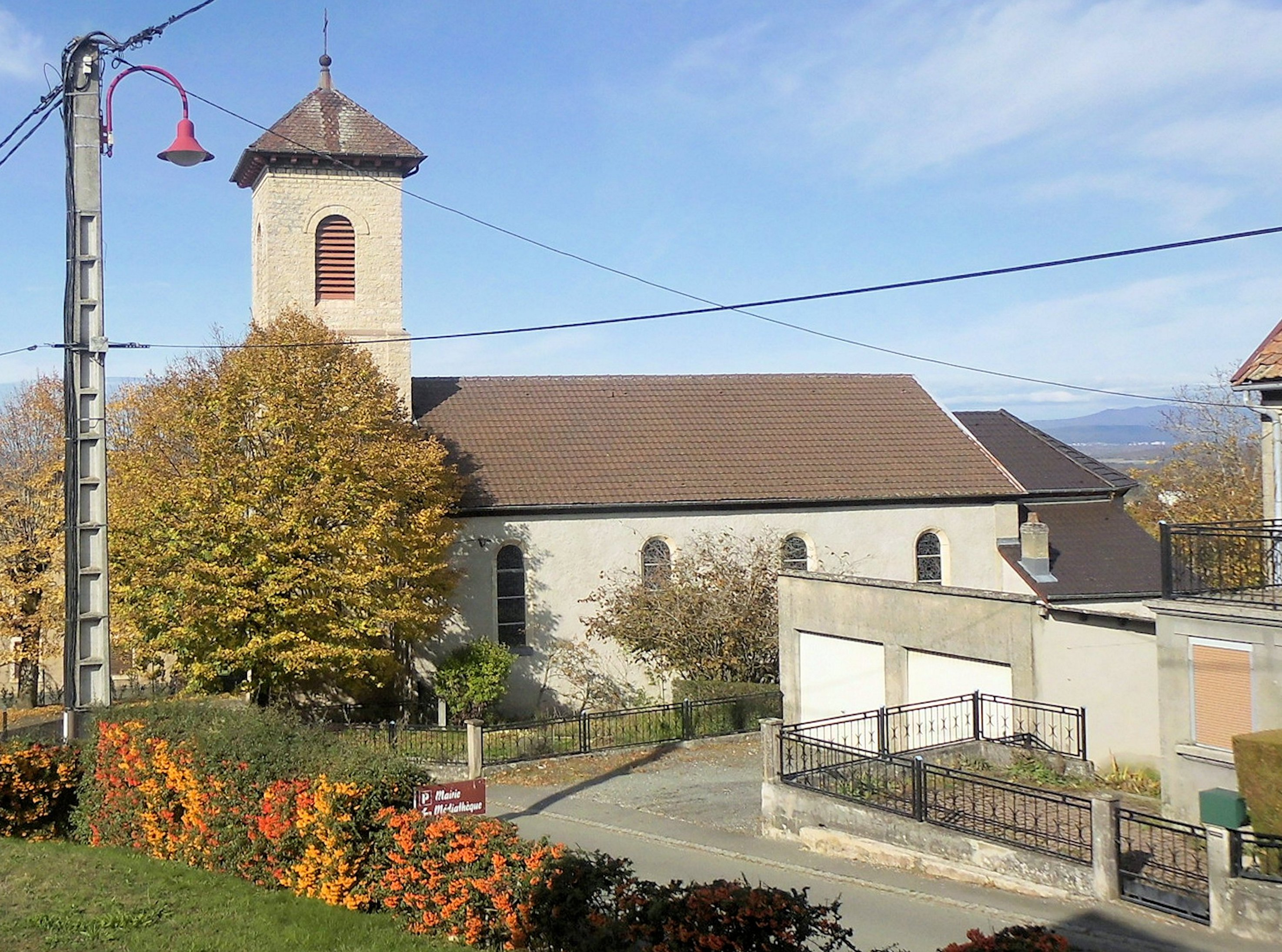
Kirche Saint-Léger

Erstmals urkundlich erwähnt wird Montbouton im Jahr 1303 unter dem Namen Munpetun. Seit dieser Zeit bildete Montbouton eine Pfarrei. Seit Beginn des 14. Jahrhunderts stand das Dorf unter der Herrschaft Delle. In der ersten Hälfte des 14. Jahrhunderts gelangte Montbouton unter die Oberhoheit der Habsburger. Während des Dreißigjährigen Krieges wurde das Dorf fast vollständig zerstört. Zusammen mit dem Sundgau kam es mit dem Westfälischen Frieden 1648 an die französische Krone. Seit 1793 gehörte Montbouton zum Département Haut-Rhin, verblieb jedoch 1871 als Teil des Territoire de Belfort im Gegensatz zum restlichen Elsass bei Frankreich.

## Sehenswürdigkeiten
Die Kirche Saint-Léger wurde 1714 neu erbaut und 1860 umfassend restauriert. Im Ortskern sind einige Bauernhäuser im charakteristischen Stil der Franche-Comté aus dem 17. bis 19. Jahrhundert erhalten.
Siehe auch: Liste der Monuments historiques in Montbouton

## Bevölkerung
| Jahr      | 1962 | 1968 | 1975 | 1982 | 1990 | 1999 | 2007 | 2019 |
| Einwohner | 402  | 405  | 396  | 376  | 427  | 438  | 431  | 404  |

Mit 425 Einwohnern (1. Januar 2022) gehört Montbouton zu den kleinen Gemeinden des Départements Territoire de Belfort. Nachdem die Einwohnerzahl in der ersten Hälfte des 20. Jahrhunderts abgenommen hatte (1896 wurden noch 523 Personen gezählt), wurden seit Beginn der 1960er Jahre insgesamt nur noch geringe Schwankungen verzeichnet.

## Wirtschaft und Infrastruktur
Montbouton war bis weit ins 20. Jahrhundert hinein ein vorwiegend durch die Landwirtschaft (Ackerbau, Obstbau und Viehzucht) geprägtes Dorf. Daneben gibt es heute einige Betriebe des lokalen Kleingewerbes. Mittlerweile hat sich das Dorf dank seiner attraktiven Lage zu einer Wohngemeinde gewandelt. Viele Erwerbstätige sind deshalb Wegpendler, die in der Agglomeration Montbéliard ihrer Arbeit nachgehen.
Die Ortschaft liegt abseits der größeren Durchgangsstraßen an einer Departementsstraße, die von Dasle nach Saint-Dizier-l’Évêque führt. Der nächste Anschluss an die Autobahn A36 befindet sich in einer Entfernung von ungefähr zehn Kilometern. Weitere Straßenverbindungen bestehen mit Vandoncourt und Beaucourt.